# El Salvador Airport
El Salvador Airport är en flygplats i Bolivia.   Den ligger i departementet Beni, i den centrala delen av landet, 500 km norr om huvudstaden Sucre. El Salvador Airport ligger 175 meter över havet.
Terrängen runt El Salvador Airport är mycket platt. Runt El Salvador Airport är det mycket glesbefolkat, med 2 invånare per kvadratkilometer..
Omgivningarna runt El Salvador Airport är huvudsakligen savann.